# Möve (Schiff, 1914)
Die Möve war ein Hilfskreuzer der Kaiserlichen Marine des Deutschen Reiches. Das Schiff war eine von zwei Einheiten der Pionier-Klasse und lief 1914 unter dem Namen Pungo für die Afrikanische Frucht-Compagnie vom Stapel, die in der deutschen Kolonie Kamerun Bananenplantagen unterhielt. Benannt war die Pungo nach einer Lokalität in Fako. Sie wurde zunächst von der Firma F. Laeisz bereedert und 1915 von der Kaiserlichen Marine übernommen. Auf zwei Fahrten im Atlantik 1916/1917 unter dem Kommando von Korvettenkapitän Nikolaus Graf zu Dohna-Schlodien brachte der Hilfskreuzer insgesamt 39 alliierte Handelsschiffe auf oder versenkte sie. Er wurde dadurch auf angloamerikanischer Seite zum Symbol für den Kreuzerkrieg schlechthin.
Der Name des Schiffes wird in der Literatur oft als Möwe wiedergegeben, jedoch beweist das Dienstsiegel, dass der Name offiziell mit v geschrieben wurde.
Die beiden Fahrten der Möve wurden von deutscher Seite aus sowohl literarisch als auch im Film propagandistisch genutzt. Graf Dohnas Bücher S.M.S. Möwe (1916) und Der Möwe zweite Fahrt (1917) erzielten Auflagen von 150.000 bzw. 250.000 Exemplaren.

## Grundlagen und Vorbild

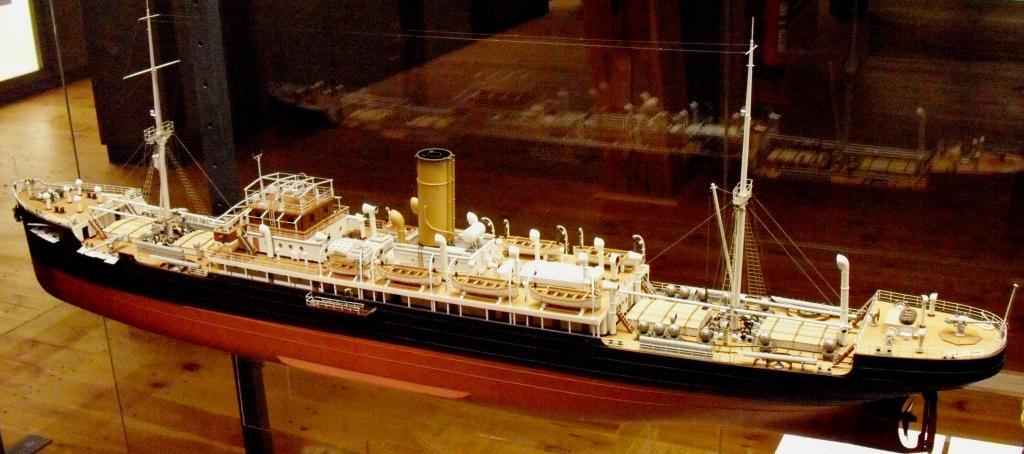
Modell der Möve, ex Pungo der Reederei F. Laeisz

Der deutsche Kreuzerkrieg bzw. Handelskrieg mit Kriegsschiffen, Hilfskreuzern und U-Booten war am Anfang des Ersten Weltkriegs wenig effektiv gewesen. Das Kreuzergeschwader (Ostasiengeschwader) schied durch seinen Untergang am 8. Dezember 1914 vor den Falklandinseln aus. Als Hilfskreuzer waren kurz nach Kriegsausbruch einige große und schnelle, aber für den Kreuzerkrieg ungeeignete Passagierdampfer eingesetzt worden. Sie wurden wenige Monate nach Kriegsausbruch entweder durch alliierte Flotteneinheiten gestellt und versenkt oder mussten sich mangels Kohlen oder Verpflegung in neutralen Häfen internieren lassen. Mit Meteor war im Frühjahr 1915 zum ersten Mal ein normaler Frachtdampfer für den Minen- und Kreuzerkrieg eingesetzt worden. Aufgrund der Erfolge der Meteor entschied sich der Stab der Hochseeflotte, ein weiteres Fahrzeug nach seinem Vorbild auszurüsten, das allerdings bis weit in den Südatlantik hinein Kreuzerkrieg führen sollte.

## Herkunft und technische Daten

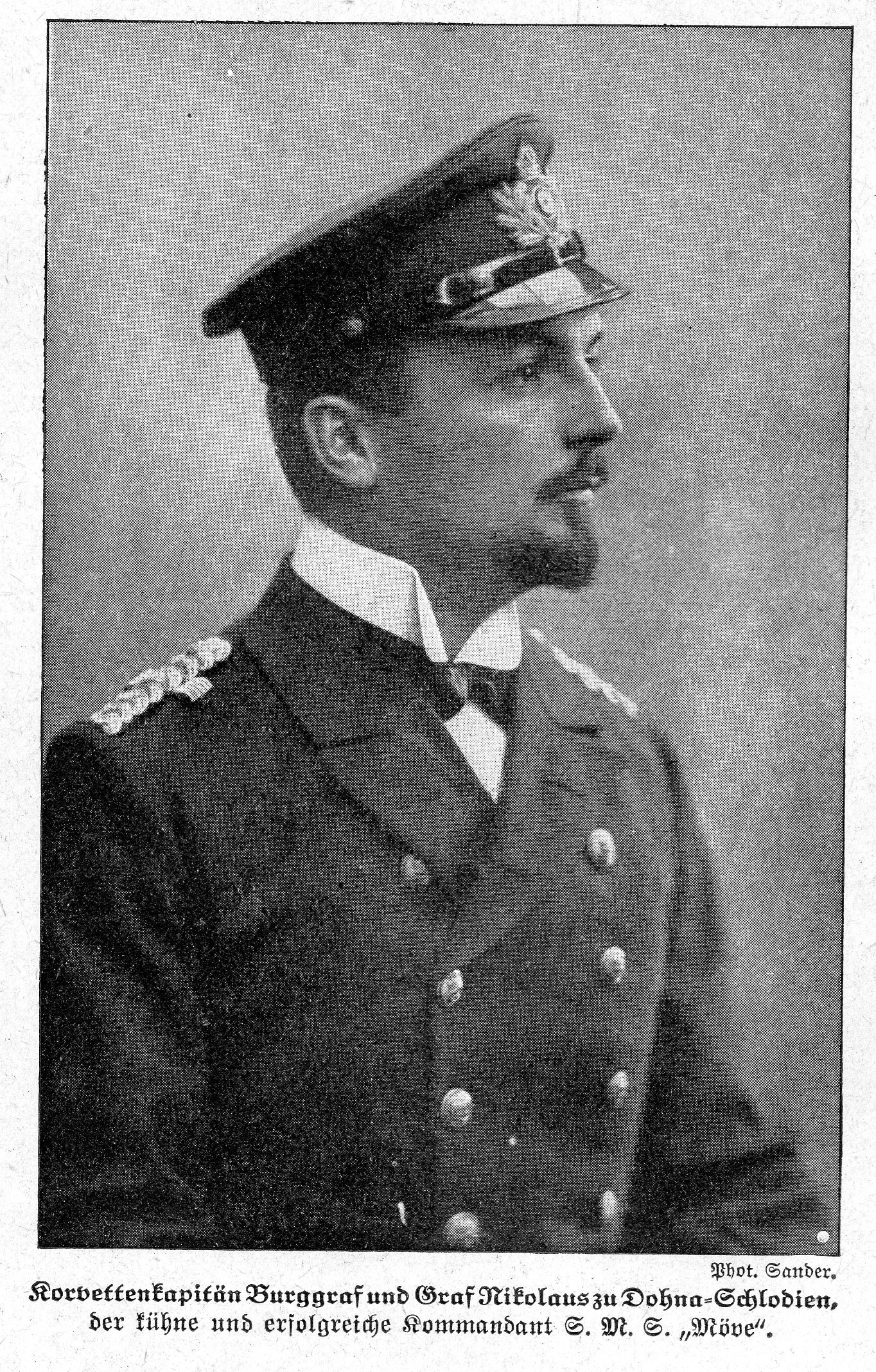
Korvettenkapitän Burggraf und Graf Nikolaus zu Dohna-Schlodien 1916

Die Auswahl des Schiffes wurde dem zukünftigen Kommandanten des Hilfskreuzers überlassen. Graf Dohna suchte ab der Annahme des Kommandos im September 1915 ein unauffälliges Handelsschiff, das allerdings normalen Dampfern in der Geschwindigkeit überlegen sein sollte. Nach den Angaben von Graf Dohna gab ihm schließlich nach längerer, fruchtloser Suche Albert Ballin, der Generaldirektor der HAPAG, den entscheidenden Hinweis. Es handelte sich um die erst am 9. Mai 1914 bei der Werft Joh. C. Tecklenborg in Geestemünde vom Stapel gelaufene Pungo. Dieses Schiff war ein Bananendampfer, der für die Afrikanische Frucht-Compagnie gebaut worden war und von F. Laeisz in Hamburg bereedert wurde. Ursprünglich sollte die Pungo im Frachtverkehr von Kamerun nach Deutschland eingesetzt werden, lag aber nun kriegsbedingt in Bremen auf. Von dort aus wurde sie nach Wilhelmshaven überführt und zum Hilfskreuzer umgerüstet und bekam zuerst die Bezeichnung Hilfsdampfer 10 (HD 10). Sie besaß eine Größe von 4788 BRT, eine Länge von 123,7 m, eine Breite von 14,44 m sowie einen Tiefgang von 7,2 m. Die Verbunddampfmaschine mit dreifacher Dampfdehnung erzeugte eine Leistung von 3200 PSi, die dem Schiff eine Geschwindigkeit von 13,3 kn verlieh. Die Bewaffnung bestand aus vier 15-cm-Schnellladegeschützen, einem 10,5-cm-Schnellladegeschütz, zwei (ab 1916 vier) 50-cm-Torpedorohren sowie 500 Minen. Die Besatzung umfasste 16 Offiziere und 223 Mann.

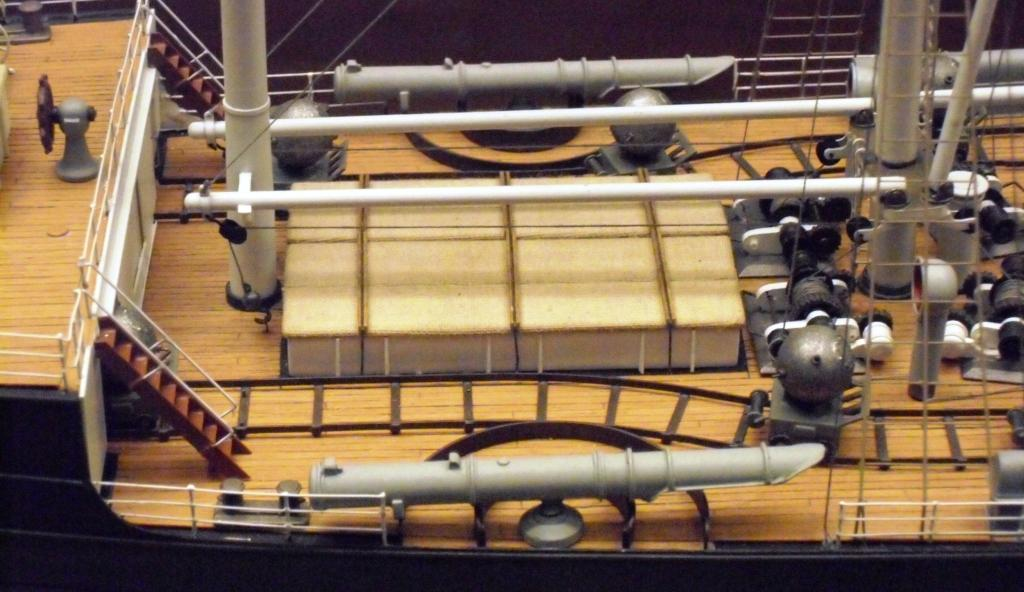
Bewaffnung der Möve mit Torpedos und Minen (Modell)

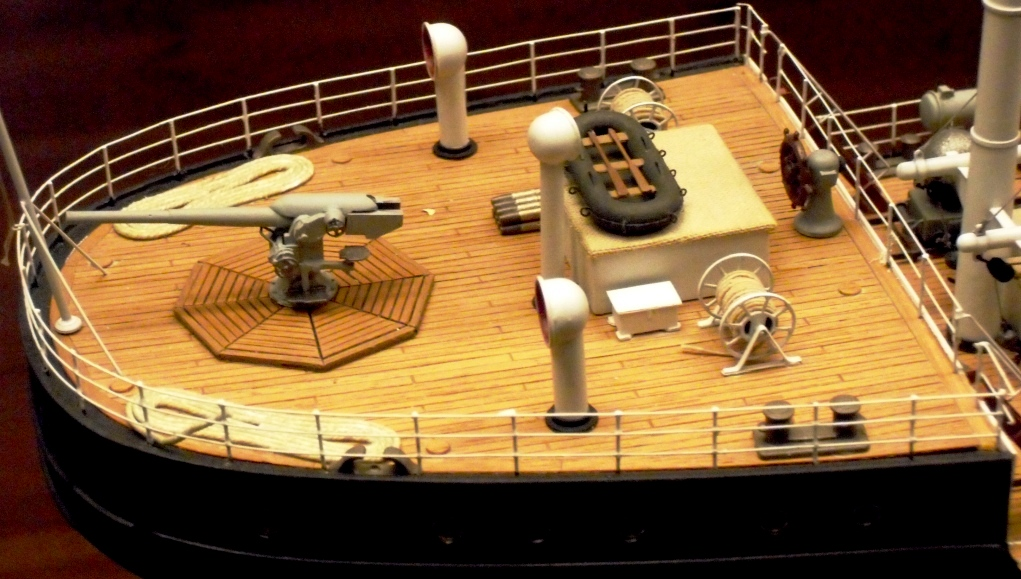
Heckansicht der Möve (Modell)

## Erste Reise, Dezember 1915 bis März 1916

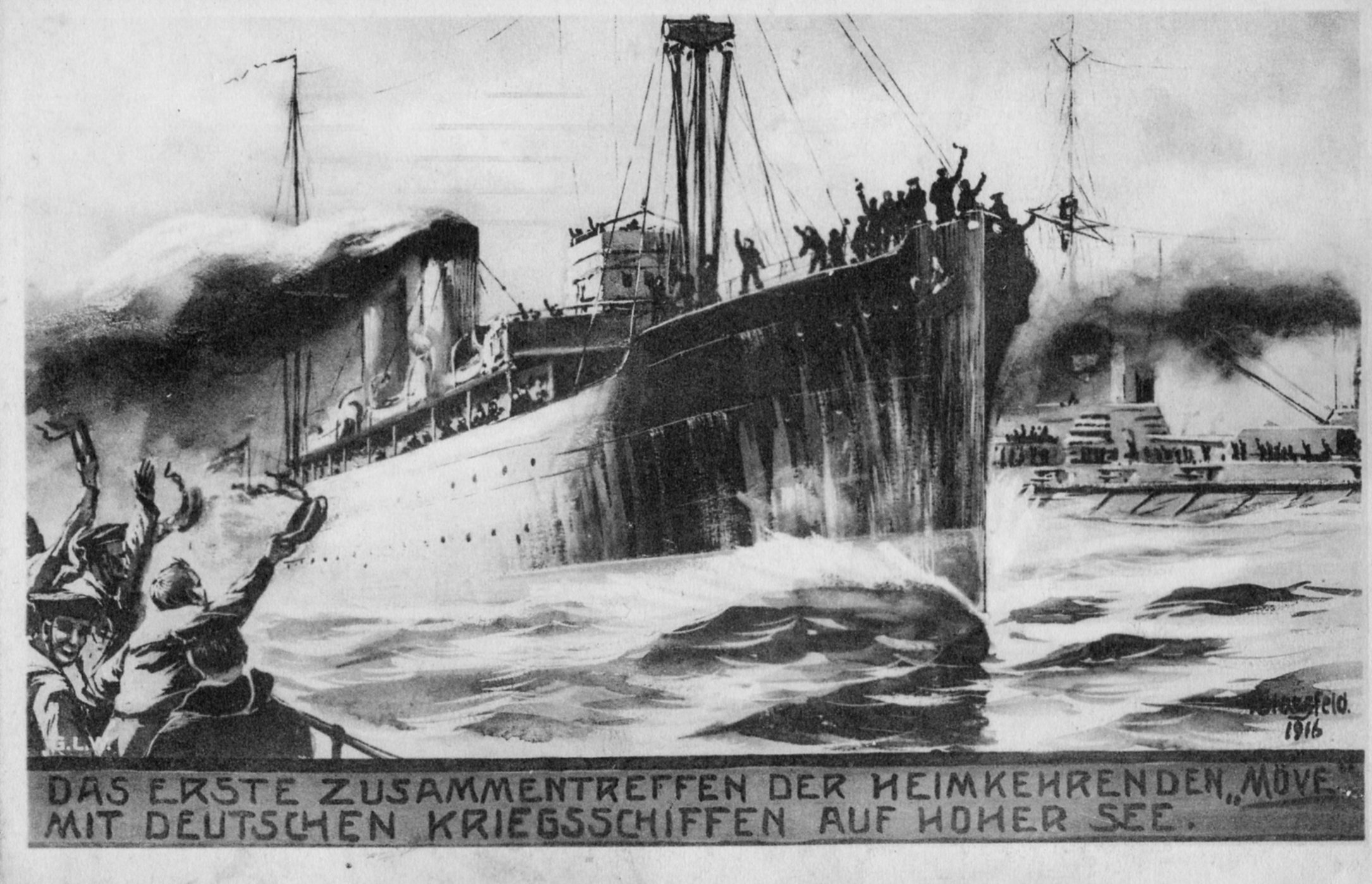
Hilfskreuzer Möve 1916. Feldpostkarte von Georg Cording, Hulk Leipzig vom 26. Juni 1916 an Mariechen Westerholt, Osternburg im Großherzogtum Oldenburg

Am 29. Dezember 1915 trat die Möve von Wilhelmshaven ihre Ausreise an. Die Idee für den Schiffsnamen hatte Graf Dohna nach eigener Darstellung von einer Möwe, die sich auf dem Schiff niedergelassen hatte. Sie fuhr zuerst getarnt als schwedischer Frachter Sagoland. Gedeckt wurde das Schiff beim Auslaufen durch U 68 und UC 30. Anfang Januar 1916 wurden bei Kap Wrath nördlich von Schottland zehn Minensperren gelegt, auf denen einige Tage später das britische Einheitslinienschiff King Edward VII auflief und sank. Der Rest der Minen wurde vor der Loire- und Girondemündung gelegt.

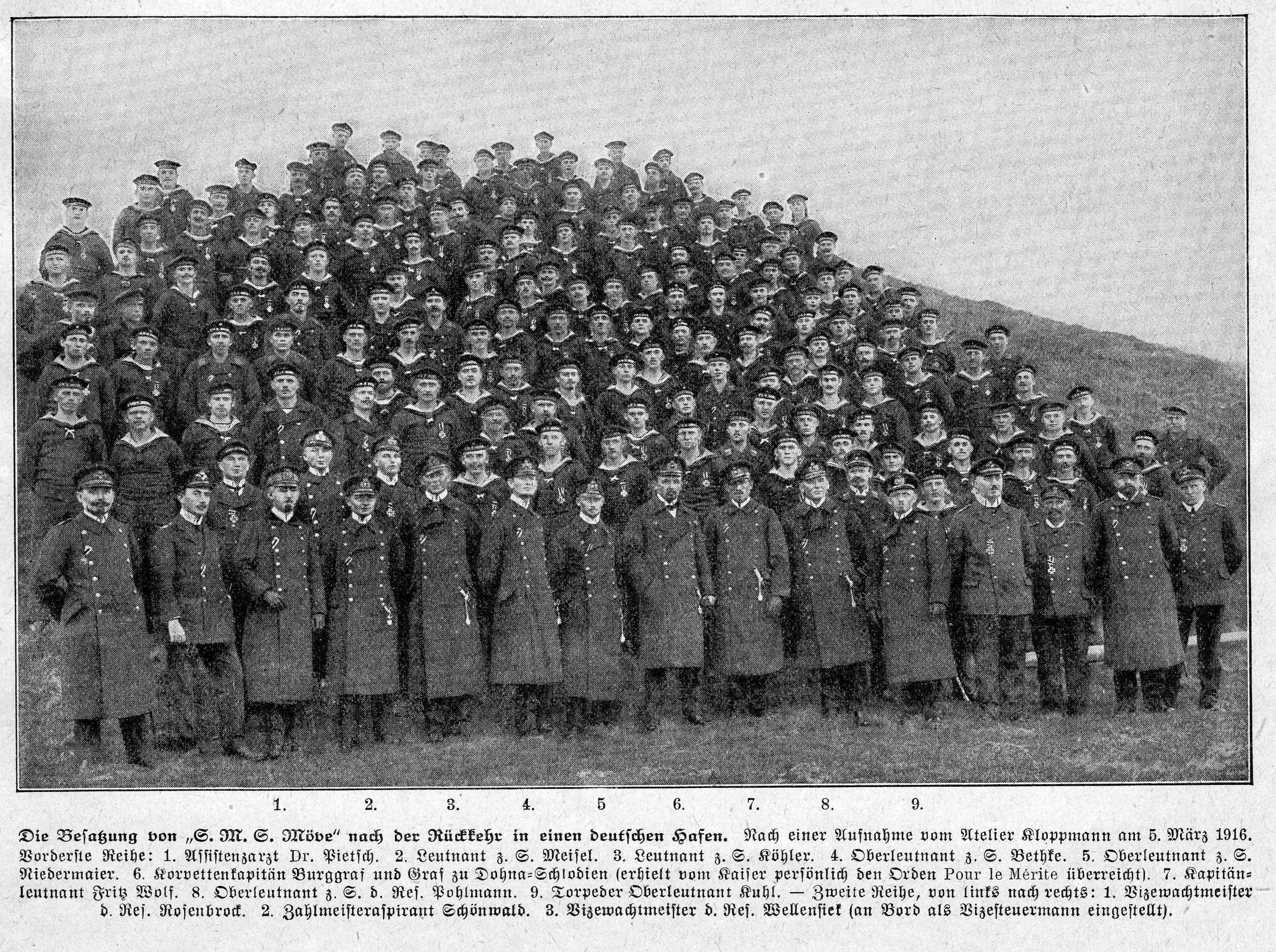
Besatzungsmitglieder der Möve im März 1916. Illustrirte Zeitung 1916

Ab dem 10. Januar 1916 begann die Möve mit dem Handelskrieg im Atlantik. Als Tarnung benutzte sie wahlweise den britischen Dampfer Sutton Hall aus Liverpool und den französischen Dampfer Theodore Monte aus Marseille mit dem angeblichen Kurs Buenos Aires. Innerhalb der nächsten Wochen brachte sie 14 gegnerische Dampfer und ein Segelschiff auf. Unter den Dampfern waren die Farringford mit 3146 BRT, die Corbridge, die Dromonby mit 3627 BRT, die Author mit 3496 BRT, die Trader mit 3608 BRT, die Appam mit 7781 BRT, die Ariadne mit 3000 BRT und die britische Clan Mac Tavish. Mit letzterer kam es zu einem kurzen Gefecht, bei dem insgesamt 20 Besatzungsmitglieder des Dampfers getötet wurden. Zwei Prisen, der Passagierdampfer Appam und der Dampfer Westburn, wurden mit Prisenbesatzungen und den zivilen Gefangenen in die neutralen USA entlassen. Eine weitere Prise war der Kohlendampfer Corbridge, der als Kohlenversorger der Möve dienen sollte. Anfang März 1916 traf die Möve wieder in Wilhelmshaven ein. Insgesamt versenkte der Hilfskreuzer 63.000 BRT auf seiner ersten Feindfahrt.

## Einsatz in der Ostsee, Sommer 1916
Vom 6. März bis zum 6. Mai 1916 befand sich die Möve zu Reparaturarbeiten auf der Kaiserlichen Werft in Wilhelmshaven. Offenbar schon zu diesem Zeitpunkt wurde sie aus Tarnungsgründen in Vineta umbenannt und nach der Fertigstellung der Reparaturen über den Kaiser-Wilhelm-Kanal in die Ostsee verlegt.
Vom 12. Juni bis 16. Juni 1916 und vom 25. bis zum 29. Juli 1916 führte die Vineta zwei Reisen ins Kattegat durch. Auf der zweiten Reise wurde der britische Dampfer Eskimo aufgebracht, der als Prise nach Swinemünde eingebracht wurde. Vom 20. bis 23. August fand eine dritte Fahrt statt, die aber ereignislos verlief.

## Zweite Reise, November 1916 bis März 1917
Am 22. November 1916 trat die Möve ihre zweite Reise in den Atlantik an. Sie wurde dabei durch U 58, UC 29 und UC 30 weiträumig bis nach Norwegen abgesichert.
Insgesamt brachte die Möve auf der zweiten Reise, die bis vor die brasilianische und südafrikanische Küste führte, 21 Dampfer und drei Segelschiffe auf. Eine Prise, der britische Dampfer St. Theodore, diente dabei zeitweilig unter dem Namen Geier als Hilfsschiff und Hilfskreuzer und brachte zwei Segelschiffe auf. Da ihre Kohlenvorräte zu Ende gingen, wurde sie am 14. Februar 1917 selbst versenkt. Am 10. März traf die Möve auf den britischen Dampfer Otaki, der über ein 12,0-cm-Heckgeschütz und eine Geschützmannschaft der Royal Navy verfügte. Ihr Kommandant, Kapitän Archibald Bissett-Smith, entschloss sich zu einer Gefechtsaufnahme. Bei dem anschließenden Gefecht wurde die Otaki in Brand geschossen und kenterte, aber bis auf sechs ihrer Besatzungsmitglieder, darunter auch Bissett-Smith, konnte die Möve die Angehörigen des Dampfers retten. Auf der Möve waren fünf Tote und zehn Verwundete zu beklagen.
Die Prise Yarrowdale wurde von der Prisenbesatzung zusammen mit den Überlebenden des am 6. Dezember 1916 versenkten Handelsschiffs Mount Temple nach Swinemünde gebracht und dort später in den Hilfskreuzer Leopard umgerüstet, der schon bei seiner Ausfahrt vernichtet wurde.
Am 14. März 1917 kam es zum Gefecht mit dem britischen Dampfer Governor, der ebenfalls mit Hilfe seines Heckgeschützes versuchte, der Möve zu entkommen. Dabei starben vier britische Seeleute; die Mannschaft wurde von der Möve komplett übernommen und die Governor durch einen Torpedoschuss versenkt. Da sich nach Dohnas Angaben inzwischen 800 Menschen – inklusive der Gefangenen – an Bord der Möve befanden, brach er den Kreuzerkrieg ab und entschloss sich zur Heimreise. Am 22. März 1917 lief sie in Kiel ein.

## Propagandistische Nutzung
Die beiden Möve-Fahrten wurden ausgiebig propagandistisch genutzt. Vor allem der Dokumentarfilm Graf Dohna und seine Möwe wurde zum erfolgreichsten deutschen Propagandafilm des Ersten Weltkriegs. Erhalten gebliebene Sequenzen des Films werden auch heute noch für Dokumentationen über den Ersten Weltkrieg genutzt. Der eigentliche Film gilt als verschollen. Von Graf Dohnas Buch: Der „Möwe“ zweite Fahrt erschienen noch 1917 sowohl eine spanische als auch eine ungarische Ausgabe.

## Weiteres Schicksal

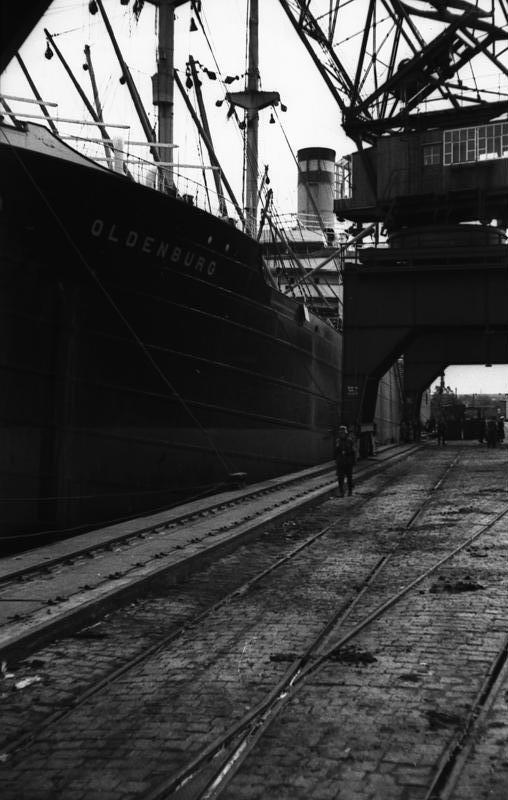
Transportschiff Oldenburg in Gdingen (1939) beim Entladen einer Artillerieeinheit

Nach ihrer Rückkehr wurde die Möve als Sperrbrecher 10 bis zum Kriegsende in der Ostsee eingesetzt. Er ging 1920 als Kriegsbeute an Großbritannien und wurde als Greenbrier von einer Londoner Reederei betrieben.
1933 wurde die Greenbrier an die Deutsche Seeverkehrs-A.G. „Midgard“ in Nordenham verkauft und in Oldenburg umbenannt. Am 7. April 1945 wurde die Oldenburg im norwegischen Vadheim im Sognefjord durch einen alliierten Luftangriff versenkt. Entgegen anders lautenden Berichten – dass das Wrack 1953 gehoben und anschließend verschrottet wurde – liegt es noch immer am Versenkungsort.

## Heutige Situation
Das Wrack liegt heute in Ufernähe (Position 61° 12′ 29″ N, 5° 49′ 2″ O)  auf 28 m (Bug) bis 80 m (Heck) Tiefe mit ca. 110 Grad Drehung auf der Steuerbordseite und kann – insbesondere von technischen Tauchern – betaucht werden. Der Schiffskörper und die Aufbauten sind (Stand 2017) noch in einem guten intakten Zustand. Besonderes Merkmal des Wracks ist der auf ca. 75 m Tiefe frei stehende Propeller mit Ruderanlage.

## Kommandanten
| November 1915 bis März 1917 | Korvettenkapitän Nikolaus Graf zu Dohna-Schlodien                                               |
| März bis Mai 1917           | Kapitänleutnant Friedrich Wolf als Erster Offizier mit der Wahrnehmung der Geschäfte beauftragt |
| Mai bis Dezember 1917       | Kapitänleutnant Friedrich Wolf                                                                  |
| Januar bis November 1918    | Kapitänleutnant d. R. Julius Lauterbach                                                         |